# رامون بونس كونتريرز
رامون بونس كونتريرز هو سياسي مكسيكي، ولد في 25 فبراير 1956 في Apatzingán ‏ في المكسيك. نشط حزبياً في حزب العمل الوطني. وقد انتخب عضو مجلس النواب المكسيك ‏.